# Robert Dewilder
Robert Dewilder (Párizs, 1943. március 6. –) francia labdarúgó-középpályás, edző.

## Pályafutása

### Klubcsapatokban
Középpályásként játszott a Boulogne, a Sochaux, a Monaco, a Toulon és a Quimper csapataiban.

## Sikerei, díjai

### Klubcsapatban
FC Sochaux
- Francia kupa ezüstérmes: 1967

### Edzőként
- 1990-ben a Ligue 2 bajnoka az AS Nancy-Lorraine csapatával.
- Az év edzője 1990-ben (a France Football újság szerint)